# Tommy Langley
Thomas Langley, más conocido como Tommy Langley (Londres, Inglaterra, 8 de febrero de 1958), es un exfutbolista inglés que se desempeñó como delantero en clubes como el Chelsea FC y el Queens Park Rangers.

## Clubes
| Club                    | País           | Año         |
| ----------------------- | -------------- | ----------- |
| Chelsea FC              | Inglaterra     | 1974 - 1980 |
| Queens Park Rangers     | Inglaterra     | 1980 - 1981 |
| Crystal Palace          | Inglaterra     | 1981 - 1983 |
| AEK Atenas              | Grecia         | 1983        |
| Coventry City           | Inglaterra     | 1983 - 1984 |
| Wolverhampton Wanderers | Inglaterra     | 1984        |
| Aldershot FC            | Inglaterra     | 1984 - 1985 |
| South China             | Hong Kong      | 1985 - 1986 |
| Aldershot FC            | Inglaterra     | 1986 - 1988 |
| Exeter City             | Inglaterra     | 1988 - 1989 |
| Tampa Bay Rowdies       | Estados Unidos | 1989        |

## Palmarés

### Distinciones individuales
| Distinción                   | Año  |
| ---------------------------- | ---- |
| Mejor Jugador del Chelsea FC | 1979 |